# Vilmos császár emléktemplom
A Vilmos császár emléktemplom (németül: Kaiser-Wilhelm-Gedächtnis-Kirche, vagy röviden: Gedächtnis-Kirche) Berlin egyik temploma, a  Kurfürstendamm sugárút végén. Itt látható Kurt Reuber német katona által rajzolt  Sztálingrádi Madonna címet viselő híres kép eredetije.

## Története
Az 1891-95 között épült neoromán stílusú templomot II. Vilmos, I. Vilmos császár unokája építtette nagyapja emlékére. Tervezője Franz Schwechten.
113 méteres tornyával az evangélikus templom eredetileg Berlin legmagasabb épülete volt. A torony magassága az 1943 novemberi bombázás óta csak 71 méter; a németek "szuvas fognak ("die Hohle Zahn") nevezik. Modern "romos" helyreállítása 1959 és 1961 között Egon Eiermann tervei alapján készült, és vált Nyugat-Berlin jelképévé.

## Képgaléria

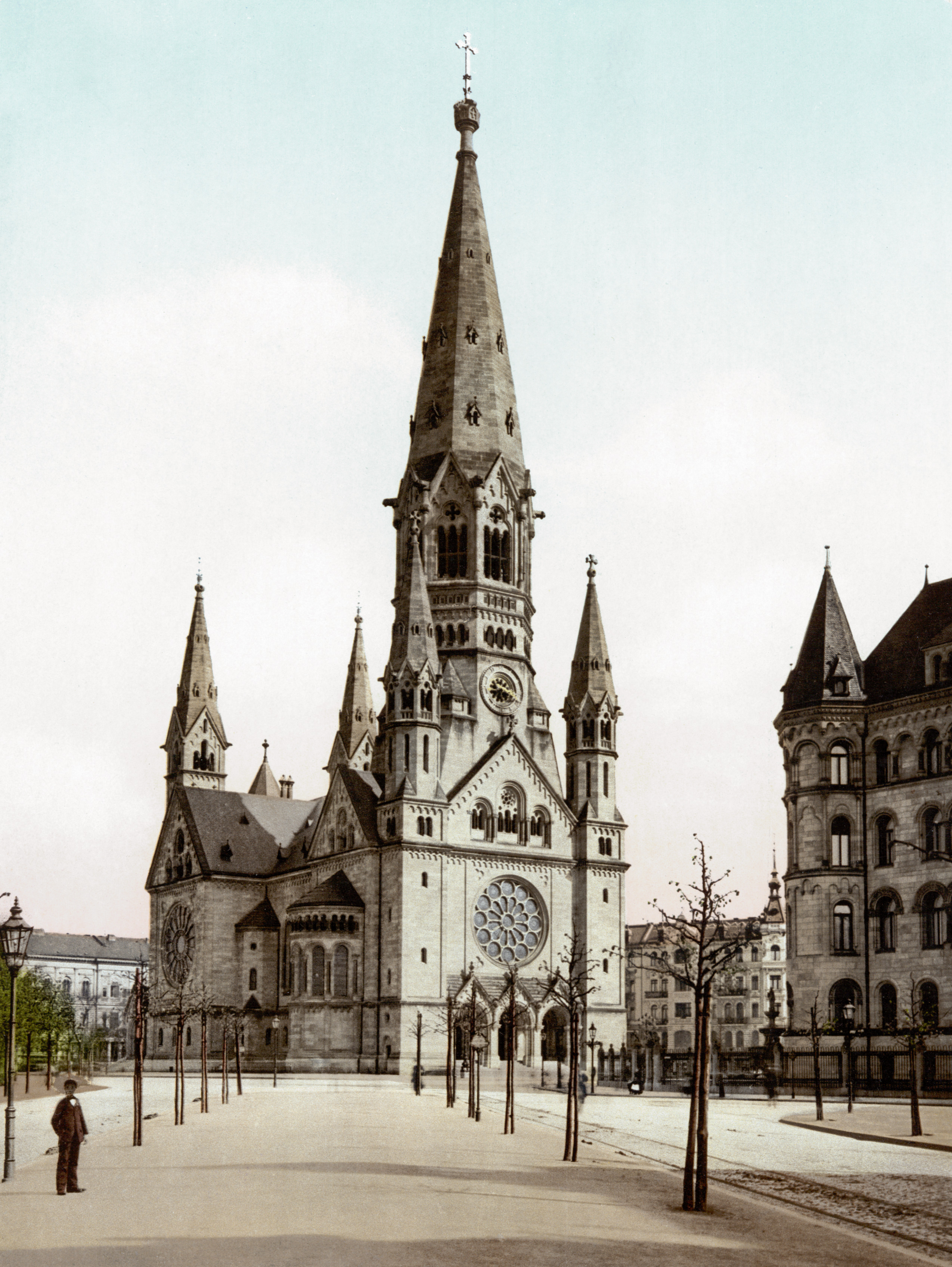
1900 körül
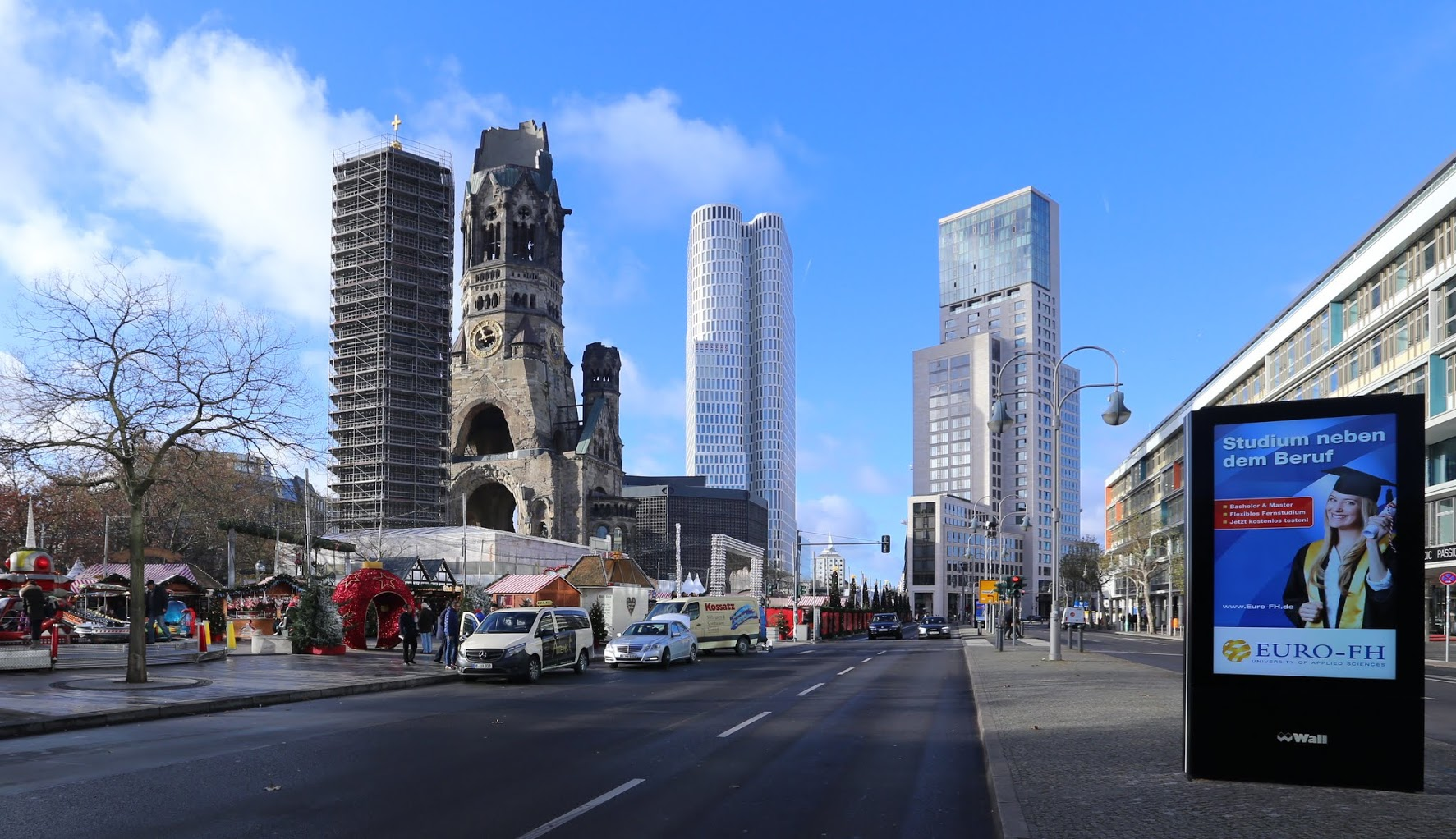
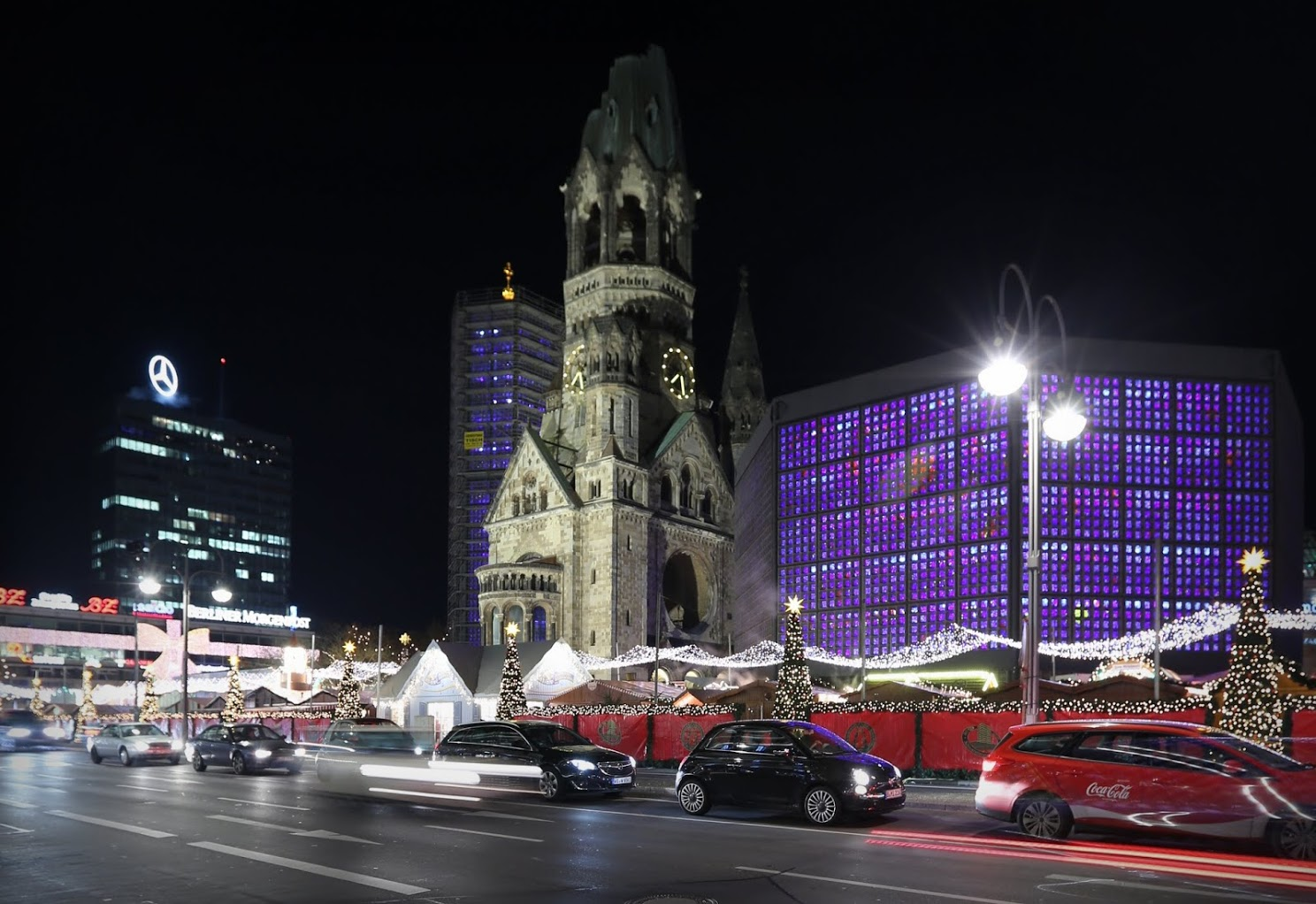
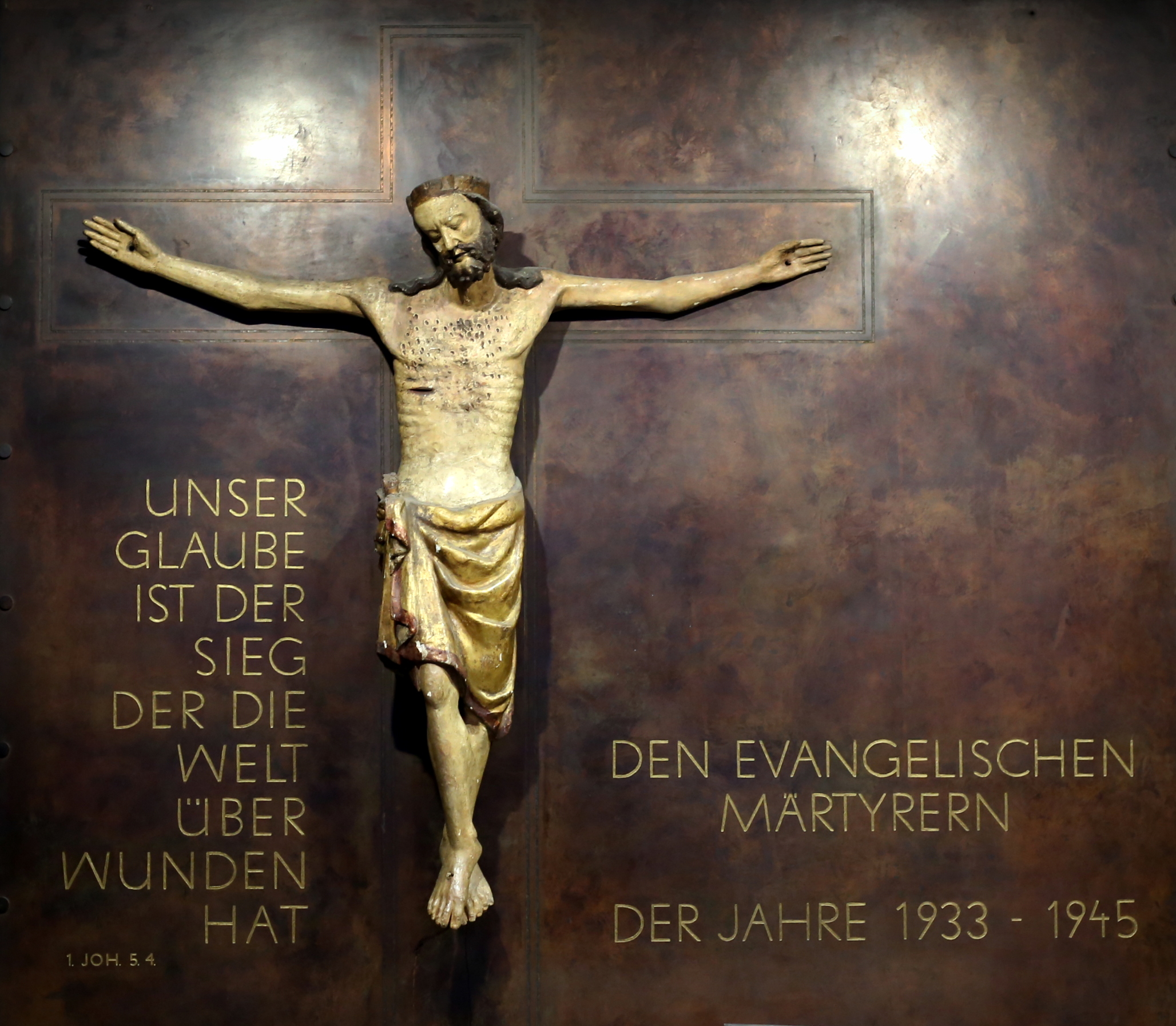
Az evangélikus mártírok emlékére 1933-1945. A fa korpusz 1300 körül készült.
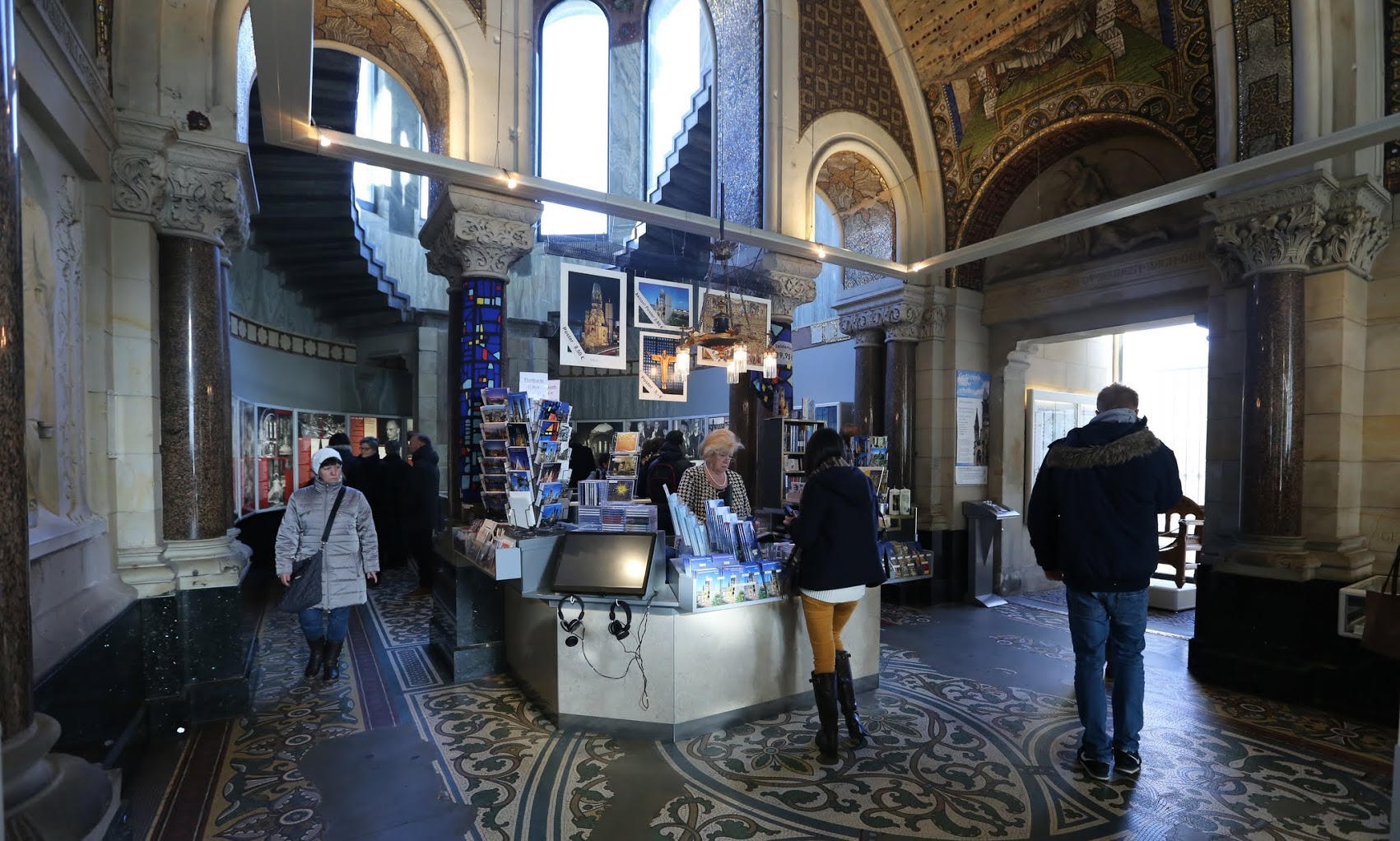
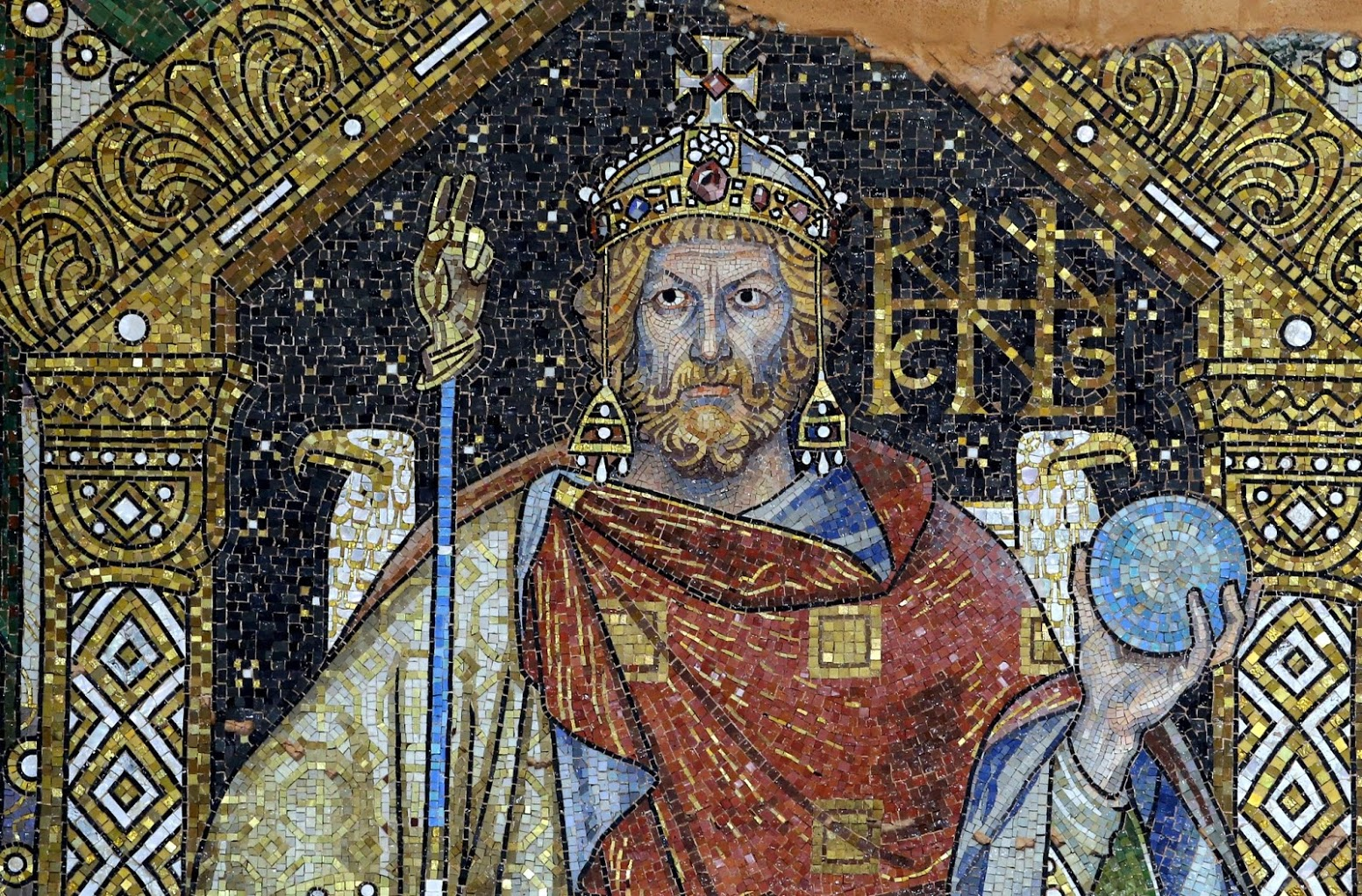
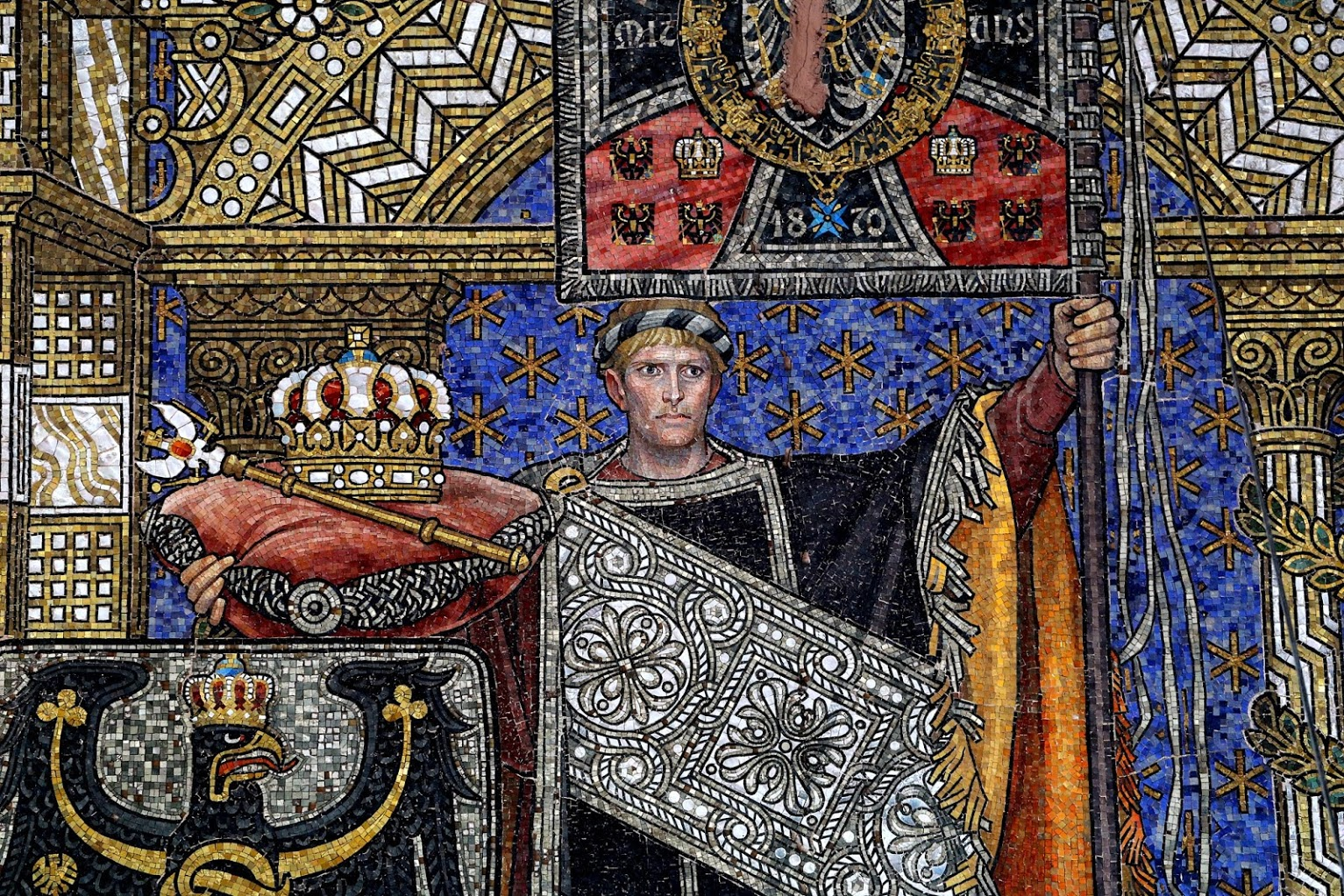
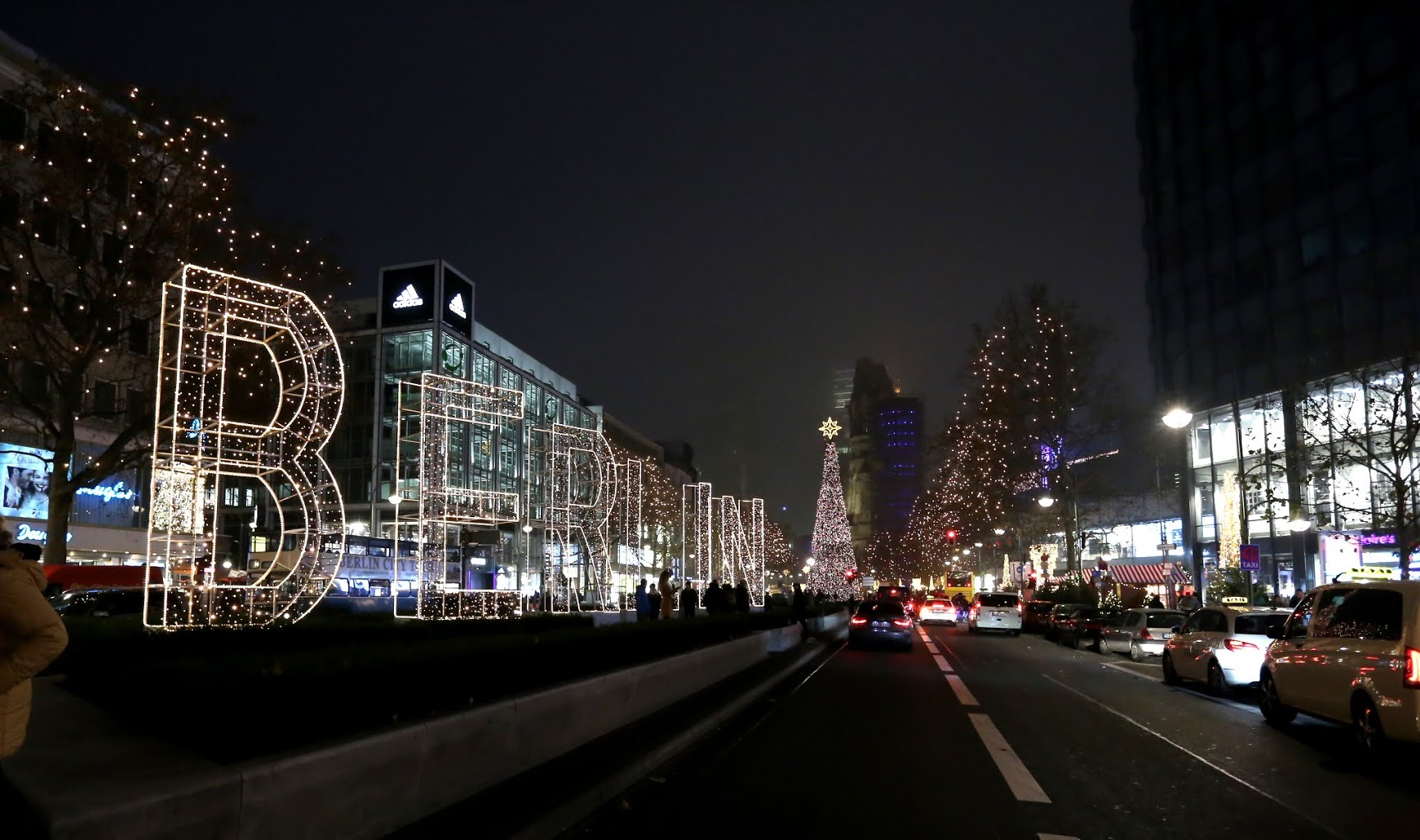